# Медаль мира имени Отто Гана
Золотая медаль мира имени Отто Гана названа в честь ядерного химика, лауреата Нобелевской премии, почётного гражданина федеральной земли и города Берлина, профессора, кандидата химических наук. Она напоминает о его активной гражданской позиции за мир и развитие гуманитарных отношений во всём мире, особенно после сброса атомных бомб на Хиросиму и Нагасаки в августе 1945 г.
Медаль учреждена внуком Отто Гана Дитрихом Ганом в 1988 г. Германское общество ООН (нем.: Deutsche Gesellschaft für die Vereinten Nationen) присуждает её деятелям или учреждениям за «выдающиеся заслуги в деле мира и взаимопонимания народов». Золотую медаль и инкрустированную золотом грамоту в кожаном переплёте традиционно вручают каждые два года на проходящей 17 декабря в Берлине торжественной церемонии действующий бургомистр Берлина и президент Германского общества ООН.
(17 декабря 1938 г. Отто Ган и его ассистент Фриц Штрассман открыли и доказали в Берлине деление уранового ядра, что стало научной и технической базой для использования ядерной энергии. Таким образом, 17 января 1938 года обозначает начало атомного века, коренным образом изменившего мир в научном, политическом, экономическом, социальном и философском плане.)

## Лауреаты
- 2014 Манфред Новак[нем.] — австрийский профессор права, активист по правам человека и бывший специальный докладчик ООН по вопросам пыток (Вена) — «награждён за выдающийся вклад в дело мира и международного взаимопонимания, за его выдающийся вклад в осуществление прав каждого человека и за смелые публикации о жестоких злоупотреблениях» (Приветственная речь: Томас Хайлманн, лаудацио Кристоф Штрассер).

- 2012 Тадатоси Акиба — японский профессор математики, политик, в течение многих лет занимавший пост мэра г. Хиросима и один из основателей организации «Мэры за мир» — награждён «за выдающиеся заслуги в сохранении мира и взаимопонимания, в особенности за свой вклад в области атомного разоружения и политику примирения и  снятия напряжения в отношениях между странами»  (Приветственная речь: Дитрих Ган, лаудацио Регина Хаген)

- 2010 г. Даниэль Баренбойм — аргентино-израильский дирижёр и пианист,  член миротворческой миссии ООН в Берлине — «награждён за свои выдающиеся достижения в области сохранения мира и взаимопонимания между народами, в частности за свой вклад в процес перемирия на ближнем Востоке и развитие диалога между Израилем и Палестиной»(Приветственная речь: Андре Шмитц, лаудацио Рольф Ферлегер)

- 2008 г. Ханс Кюнг — швейцарский католический теолог, основатель и президент организации Мировой Этос — «награждён за выдающиеся заслуги в миротворчестве и развитии взаимопонимания между народами, в особенности за свой гуманитарный вклад в расширение диалога и терпимости между мировами религиями в рамках проекта Мировой Этос»

- 2005 г. Мохаммед Али — Американский боксёр, борец за права человека, посланец мира ООН (Берриен Спрингс) — «за выдающиеся заслуги в деле мира и взаимопонимания народов, в особенности за его неустанное участие в американском движении за гражданские права и культурную и духовную эмансипацию негров во всём мире».

- 2003 г. Мэри Робинсон — ирландский политик, бывший президент республики Ирландия, Высший комиссар ООН по правам человека (Дублин) — «за выдающиеся заслуги в деле мира и взаимопонимания народов, в особенности за правление государством в духе высоких гуманистических идей и за её беспрерывное, мужественное участие в становлении и защите прав человека во всём мире».

- 2001 г. Мириам Макеба — южноафриканская певица, композитор и борец за права человека (Йоханнесбург) — «за выдающиеся заслуги в деле мира и взаимопонимания народов, в особенности за её многолетнюю борьбу против расизма и сегрегации, сделавшую её символом прав человека, человеческого достоинства и толерантности».

- 1999 г. Герд Руге — германский журналист и теледокументалист (Мюнхен) — «за выдающиеся заслуги в деле мира и взаимопонимания народов, в особенности за его активную поддержку объективного освещения событий и за улучшение понимания Китая, СССР и России благодаря его примерной работе».

- 1997 г. Лорд Иегуди Менухин — британский скрипач-виртуоз и дирижёр (Лондон) — «за выдающиеся заслуги в деле мира и взаимопонимания народов, в особенности за его примерную и непоколебимую веру в то, что музыка — это сила, несущая мир и взаимопонимание народов вне зависимости от ситуации».

- 1995 г. Ганс Кошник — германский политик (СДПГ), глава администрации ЕС в Мостаре (Бремен) — «за выдающиеся заслуги в деле мира и взаимопонимания народов, в особенности за его гуманитарную работу в Боснии и Герцеговине, показавшую, как можно и нужно нести личную ответственность за миротворческую миссию Объединённых Наций».

- 1993 г. Сэр Карл Рэймонд Поппер — британский философ и теоретик науки (Кенли под Лондоном) — «за выдающиеся заслуги в деле мира и взаимопонимания народов, в особенности за его достижения в социальной философии, создавшие теоретическую основу для гуманной эволюции демократических обществ».

- 1991 г. Симон Визенталь — австрийский публицист, основатель Еврейского исторического центра документации (Вена) — «за выдающиеся заслуги в деле мира и взаимопонимания народов, в особенности за его примерный труд во славу правосудия и справедливости, достоинства и терпимости и примирения людей между собой».

- 1989 г. Михаил Горбачёв — российский политик, Президент Союза Советских Социалистических Республик (Москва) — «за выдающиеся заслуги в деле мира и взаимопонимания народов, в особенности за ядерное разоружение великих держав и основополагающую политическую реорганизацию Европы».

- 1988 г. Сандро Пертини — итальянский политик, бывший президент республики Италия (Рим) — «за выдающиеся заслуги в деле мира и взаимопонимания народов, в особенности за его политическую мораль и претворённую в жизнь человечность».

## Свидетельства лауреатов
«Присуждение медали мира имени Отто Гана доставило мне много радости и чувство удовлетворения, особенно потому, что она связана с именем этого великого человека, великого учёного, скромного человека, готового помочь, всегда бывшего для меня примером для подражания». (Симон Визенталь, Вена, 1991 г.)
«Я восхищался Отто Ганом как учёным и человеком с ранней юности. Причина миротворческой деятельности Гана заключается в том, что он просто знал о ядерном оружии больше своих сограждан и чувствовал себя обязанным говорить об этой жизненно важной для человечества проблеме. Он умел внести ясность, он должен был использовать свои знания. Вот поэтому Отто Ган и писал незадолго до своей смерти о „необходимости мира во всём мире“, имея в виду ядерное оружие.» (Проф. сэр Карл Р. Поппер, Кенли, 1993 г.).
«Для нас, послевоенной молодёжи, Отто Ган обладал особой притягательной силой. В его активной поддержке свободной науки, но в то же время и в его стремлении привлечь науку к ответственности за настоящее и будущее было что-то такое, на что мы делали ставку. И когда в 50-е годы он настоятельно, впечатляюще протестовал против злоупотребления ядерной мощью, он был для нас примером для подражания. Образцом он был для нас и по ещё одной причине — из-за постоянно подчёркиваемой им необходимости думать не только о нас, о развитом мире, но видеть мир как единое целое.» (Ганс Кошик, Бремен, 1995 г.)
«Отто Ган был замечательным человеком, подавшим всем нам пример гуманности — в том числе во время фашизма!» (Лорд Иегуди Менухин, Лондон, 1997 г.)
«Я благодарю Вас от имени моего мужа. Мохаммед очень серьёзно относится к этой награде и очень польщён выпавшей ему честью быть лауреатом десятой медали мира имени Отто Гана. Профессии обоих, Отто Гана и Мохаммеда, обладали разрушительным действием — но оба неутомимо вступались за мир. Мы от души благодарим Германское общество ООН (Берлин-Бранденбург) за чествование гражданской позиции Мохаммеда. Он и далее будет по мере сил работать в качестве посланца мира ООН, а также продолжит выступать за мир в рамках центра мира и взаимопонимания народов Мохаммеда Али.» (Лонни Али, Берриен Спрингс, 2005)